# ایندیپندنس (ویسکانسین)
ایندیپندنس، ویسکانسین  (به انگلیسی: Independence) شهری در شهرستان ترمپیلو ایالت ویسکانسین است که در سال ۱۹۴۲ بنیان‌گذاری شده‌است. این شهر طبق سرشماری سال ۲۰۱۰ میلادی ۱٬۳۳۶ نفر جمعیت داشته‌است.